# Шерсон, Роберто
Роберто Шерсон (исп. Roberto Scherson, 1957, Сантьяго) — чилийский пианист и композитор.
Получил образование в Консерватории Сантьяго и начал свою карьеру с Симфоническим оркестром Чили. В возрасте двадцати лет он дополнил своё образование в Национальной Парижский Консерватории.
В 1984 г. он совершает свою первую гастрольную поездку в США в Музыкальный Центр Лос-Анджелеса. После выпуска диска с его альбомом, посвященным Шопену (1996), его приглашают на празднование 150-летнего юбилея со дня смерти Шопена в Театр на Елисейских полях, после чего он обосновывается во Франции.
Роберто Шерсон продолжает международную карьеру в Европе и в США (2002 Avery Fisher Hall, Lincoln Center New York).
Его изобретательная и очень выразительная игра, особенно проявленная в виртуозных интерпретациях произведений Шопена, приветствуется критиками.
В 2011 г. он играет концерт N 3 Рахманинова в сопровождении Государственного Симфонического оркестра из Минска (под управлением дирижера Александра Анисимова) во время ежегодного музыкального фестиваля в городе Реймс.
Отзывы критики
РЕЙМС
Ежедневная газета «Люнион» (2 июля 2011)
« Оркестр из Минска в театре Цирка штурмовал 3-й Концерт Рахманинова». Именно 3-й Концерт Рахманинова (3-й фортепианный концерт Рахманинова, сокровенное) явился кульминационным моментом концерта. Это произведение, написанное в 1909 г., считается «самым сложным произведением в мире». Великий пианист Джозеф Хофманн, которому оно было посвящено, отказался от его исполнения, заявив, что " это было не для него! "
Роберто Шерсон рискнул! Очень быстро, начиная с изложения темы в ре миноре, мы понимаем, что пари выиграно. Уравновешенный диалог начинается, темы поют и расцветают без какой-либо подоплёки. Затем, один за одним берутся крутые подъёмы … Франко-чилийский пианист держит курс … Он поет, оттеняет, высекает влюбленно мелодические картины, отважно борется, поддерживаемый оркестром, который оттеняет всё многоцветие роскошной оркестровки… Нежно и щедро разливается интермецо; солист растворяется в музыке… Сокрушительный финал давит с огромной силой; публика трепещет, пианист своей игрой связывает опасные вариации; он атакует арпеджио, октавы, сексты … и держит под контролем тембры, темп руссиссимо, управляемый … чилийцем!
Восторженная публика рукоплескала ансамблю на сцене … когда грянула «Мазурка» Шопена.
ПАРИЖ
Парижанин 1982
«ВОЛШЕБНЫЕ ПАЛЬЦЫ РОБЕРТО ШЕРСОНА»
Он открыл нам заново романтическую музыку. Роберто Шерсон дал сольный концерт в большом зале консерватории в прошлое воскресенье. В программе: Шопен, Дебюсси, Гершвин и Скрябин. Слушая интерпретации артиста, в памяти возникало выражение: "Рассматривай своё пианино как ударный музыкальный инструмент, « провозглашал Поль Хиндемит, „и обращайся с ним соответственно.“ Роберто Шерсон не забыл этот урок. Особенно это чувствовалось в „Рапсодии в блюзовых тонах“ Гершвина. Но пианист обладает ещё множеством других достоинств. Он в совершенстве знает музыкальные замыслы и соблюдает их. Чувствуя себя идеально в каждой партитуре, он играет именно так, как это замышлял автор произведения. Он безукоризненно владеет своей профессией. Сдержанный рубато использован сознательно. Пылкий, он не забывает никогда необходимой строгости. Эвтерпу обслужили по-королевски.»
ЛОС-АНДЖЕЛЕС
Лос-Анджелес Таймс 1984
"НЕОБЫКНОВЕННЫЙ ПОВТОРНЫЙ СОЛЬНЫЙ КОНЦЕРТ ШЕРСОНА. Почти все было необычно в концерте фортепианной музыки Роберто Шерсона в Павильоне Дороти Чэндлер во вторник вечером. Хотя мероприятие было заявлено как крупнейший американский дебют, сольный концерт Шерсона уже был проанализирован в нашей газете Даниэлем Кариага в сентябре 1983 года. Несмотря на свою неизвестность американской публике Шерсон выбрал кавернозный Павильон для своего концерта, и основной этаж был полностью занят. Вместо привычного Стэйнвэя, Шерсон сыграл партию фортепиано Молодого Чанга, которая соответствовала Стэйнвэю в хорошем исполнении. Вместо осторожного разогрева, Шерсон открыл витиеватой аранжировкой Паганини «Moto Perpetuo» Тино Розетти. Вместо бравурного закрытия, он завершил официальную программу Ноктюрном для левой руки Скрябина. Он без усилий управляет своей игрой, в которой слышится богатство нежных нюансов, особенно в мягких диапазонах, интригующий смысл эффектной и убедительной музыкальности. Зрители бурно аплодировали, вызывав его несколько раз на бис.
ЭЛЬЗАС
Последние Новости Эльзаса 1984
«Даже спиной повернутой к пианино… Роберто Шерсон является феноменальным пианистом». В возрасте 27 лет он выковал себе прочную репутацию. Именно совершенно простому человеку, но большому артисту публика Кольмара аплодировала с большим жаром и энтузиазмом. Он — удивительный оркестрант и его интерпретация — больше, чем соблазнительная. Из очень красивого " Yamaha " он сумел извлечь максимум, и под его чудесными пальцами музыка лилась как чистый источник. Слушать его — настоящее наслаждение, музыка с большой буквы! После двух вызовов на бис он возвратился к инструменту, чтобы сначала интерпретировать ноктюрн. Потрясающе! "
ЛОТАРИНГИЯ
Республиканский восток 1995
« ЛОТАРИНГИЯ ОБЪЕДИНЯЕТ ШОПЕНА И ЖОРЖА САН
Концерт Шопена и фирменные блюда поданы к столу Жоржа Сана в присутствии последнего потомка семьи Жоржа Сана. Гости находились в Ноанте, а на фортепьяно звучал Шопен. И вот сюрприз. Кристиана Сан была там собственной персоной. Автор книги „За столом Жоржа Сана: ужины в Ноанте“, она также является последним потомком семьи Санд. Пальцы виртуоза. Между паштетом „Мария Аврора Сан“, цесаркой „Няня“, названной в честь горничной и кухарки Жоржа Сана, сладкими корнями, тортом в виде пианино, гости смогли оценить ноктюрны, прелюдии, сонаты Шопена, которые виртуозно играл Роберто Шерсон. Благодаря своей карьере он побывал везде, Европа, Америка. Недавно публика в зале Пуарел устроила ему овацию после исполнения концерта Шопена. Эмоции, музыкальное величие, изысканность блюд встретились на этом необычном вечере».
ГЕРМАНИЯ
" Rheinland-Pfalz 1996 ТИПОВ ШОПЕН-SOIREEА ДЭ БЕЗОНДЕРЕН АРТ РОБЕРТО ШЕРСОН ХАТ sich wieder einmal in Pirmasens angesagt. Der exzentrische Pianist хат mehrfach Konzertvergnegen der ganz besonderen Искусство serviert und kommt nun am Freitag in den Carolinensaal. Das programm Abends виллов zunachst eine Begegnung положил den ermoglichen und einen Werken von Frederic Chopin Einblick vermitteln in ди bestrickende Vielfalt seiner Kompositionen. Ди enorme Bandbreite Сена beeindrukenden Schaffens, von коричневато-серый hin zu den Mazurka uber Etuden und Polonaisen Sonaten, soll vorgestellt werden. Der beschwingte Walzer findet вчера, ebenso seinen крупный Platz wie der Trauermarsch. Wenn auch ди Виртуоз Дарбиетюнг einiger Stucke genialen Komponist im Миттельпюнк дэ Веранстальтюнг steht, so вилл Роберто Шерсон, doch etwas mehr, als schlicht einen musikalischen Genuss bereiten. Erleuterungen zu den Werken sollen dem Publikum zu einem vertieften Verstandnis der musik verhelfen. Дер фон Осшниттан aus Briefen der franzosischen Schrifstellerin George Sand (1804—1872) ди Шопен einige Jahre zusammengelebt хат, soll dareber hinaus Einblick geben in ди Безиханг der beiden Kunstler und vor allem ein tieferes Verstundnis der Personlichkeit von Chopin ermeglichen. Ди Безондерхеит де Абанд liegt also in der Kombination von pianistischem Vortrag, erluterndem Texten ди freilich alle das Eintauchen in ди berauschende Musik von Chopin gestatten sollen ".
ЗАПИСЬ ШОПЕНА
Республиканский восток 1988
ЛЮДИ. РОБЕРТО ШЕРСОН
«Во время дискуссии с этим сорокалетним человеком, понимаешь важность, которую он придаёт человеческим отношениям. Роберто Шерсон отдаётся во власть своих страстей. Шопен является одной из них. Вот уже теперь пять лет, как он играет исключительно музыку этого композитора. У него маленькие и толстые пальцы: абсолютно не руки пианиста. Он над этим смеётся. Но когда он садится за клавиши, эти анатомические „достоинства“ полностью забываются, так как аккорды широки и щедры, гаммы и арпеджио быстры и филигранны. Музыка, создаваемая пальцами, пронизывает мозг. Можно только добавить, что игра его превосходно звонка, особенно прелюдии.»
Журнал Звука 1998
"Его сольный концерт Шопена, который открывает его звукозаписывающую карьеру просто великолепен. Шерсон не из тех, который жертвует всем ради техники исполнения. Его игра продуманна, изобретательна и удивительно отражает страдания композитора. Когда это необходимо, он показывает виртуозность. Артист за которым надо следовать… "
НЬЮ-ЙОРК
"Нью-Йоркский отчёт 2002. Франко-чилийский пианист. Первая встреча Роберта Шерсона с нью-йоркской публикой, состоявшаяся в обновлённом зале Эвери Фишер, центр Линкольн, постоянном местонахождении Нью-Йоркского филармонического оркестра оправдала ожидания. События сентября 2001 года, которые произошли во время подготовки этого концерта, так же как и рекордно редкая апрельская жара демотивировали определённую часть публики, однако поклонники Шопена — французская, чилийская и академическая публика — вместе с ответственными за гуманитарную работу были там. Концерт проводился в пользу Африканского медицинского и исследовательского фонда (AMREFF), Летающие доктора. В конце концерта требовательная публика с восторгом аплодировала артисту, особенно оценив Шерцо № 4, Полонез в Ф-шарп-миноре, а также вызвав его последовательно три раза на бис: Прелюдия № 3 в С- диезе из Второй книги Ж. С. Баха, Well-Tempered Clavier, божественным Ноктюрном Шопена, Оп. 15, № 1 в Ф мажоре и, наконец, юмористической подборкой, аранжировкой самых известных из всех Голливудских мелодий, «Над радугой». Эти элементы, которые создали успешную карьеру Роберто Шерсона, постепенно вышли на первый план после сдержанного начала концерта. Дух, глубокая интерпретация Шопена, богатая звуковая палитра в великом фортепианном стиле блистали в течение всего вечера, перенеся публику в восторженное и оптимистичное пространство. Реклама концерта была дана в интернете, очень современном средстве связи, что придало ему абсолютно современный и международный характер.
ПРОГРАММА КОНЦЕРТА:
Шопен: Полонез, оп.44 в фа диез миноре
Рахманинов: Картинный этюд, оп.39 № 5 в ми бемоль миноре
Шопен: Вальс, оп. 64 № 2 в до диез миноре
Шумман : Jagdlied отрывок из Waldscenen оп. 82
Скрябин: Прелюдия оп. 11 N. 4 в ми миноре
Дебюсси: Мечтательность
Шопен: Финал сонаты оп. 58 в си миноре несовершеннолетнем{незначительном}
Лист: Легенда о Святом Франсуа Поле, шагающем по волнам.
Перевод с французского и английского:
Гара Анна
Хоркашева Нигина